# Marathon van Houston 2008
De marathon van Houston 2008 (ook wel Chevron Houston) vond plaats op zondag 13 januari 2008.

## Uitslagen

### Mannen
| rang   | naam              | land | tijd    |
| ------ | ----------------- | ---- | ------- |
| Goud   | David Cheruiyot   | KEN  | 2:12.31 |
| Zilver | Kasime Adilo      | ETH  | 2:12.53 |
| Brons  | Thomas Abyu       | GBR  | 2:13.45 |
| 4      | Ridouane Harroufi | MAR  | 2:14.35 |
| 5      | Joseph Chirlee    | KEN  | 2:15.55 |
| 6      | Andrej Hardzejew  | BLR  | 2:17.33 |
| 7      | Morten Bostrom    | FIN  | 2:19.31 |
| 8      | Hassan Adelo      | ETH  | 2:20.21 |
| 9      | Jeremiah Ziak     | CAN  | 2:21.14 |
| 10     | Genna Tufa        | ETH  | 2:25.02 |

### Vrouwen
| rang   | naam                | land | tijd    |
| ------ | ------------------- | ---- | ------- |
| Goud   | Dire Tune           | ETH  | 2:24.39 |
| Zilver | Workenesh Tola      | ETH  | 2:35.37 |
| Brons  | Joelija Vinokoerova | RUS  | 2:38.41 |
| 4      | Zuzana Tomas        | SLO  | 2:39.26 |
| 5      | Cynthia Fowler      | USA  | 2:41.57 |
| 6      | Giovanna Mandy      | USA  | 2:43.48 |
| 7      | Tatjana Titova      | RUS  | 2:44.57 |
| 8      | Crystal Sineath     | USA  | 2:47.16 |
| 9      | Kelly Chin          | USA  | 2:47.47 |
| 10     | Marybeth Reader     | USA  | 2:48.23 |

1972 ·
1973 ·
1974  ·
1975 ·
1976 ·
1977 ·
1978 ·
1979 ·
1980 ·
1981 ·
1982 ·
1983 ·
1984 ·
1985 ·
1986 ·
1987 ·
1988 ·
1989 ·
1990 ·
1991 ·
1992 ·
1993 ·
1994 ·
1995 ·
1996 ·
1997 ·
1998 ·
1999 ·
2000 ·
2001 ·
2002 ·
2003 ·
2004 ·
2005 ·
2006 ·
2007 ·
2008 ·
2009 ·
2010 ·
2011 ·
2012 ·
2013 ·
2014 ·
2015 ·
2016 ·
2017